# Hell Boy

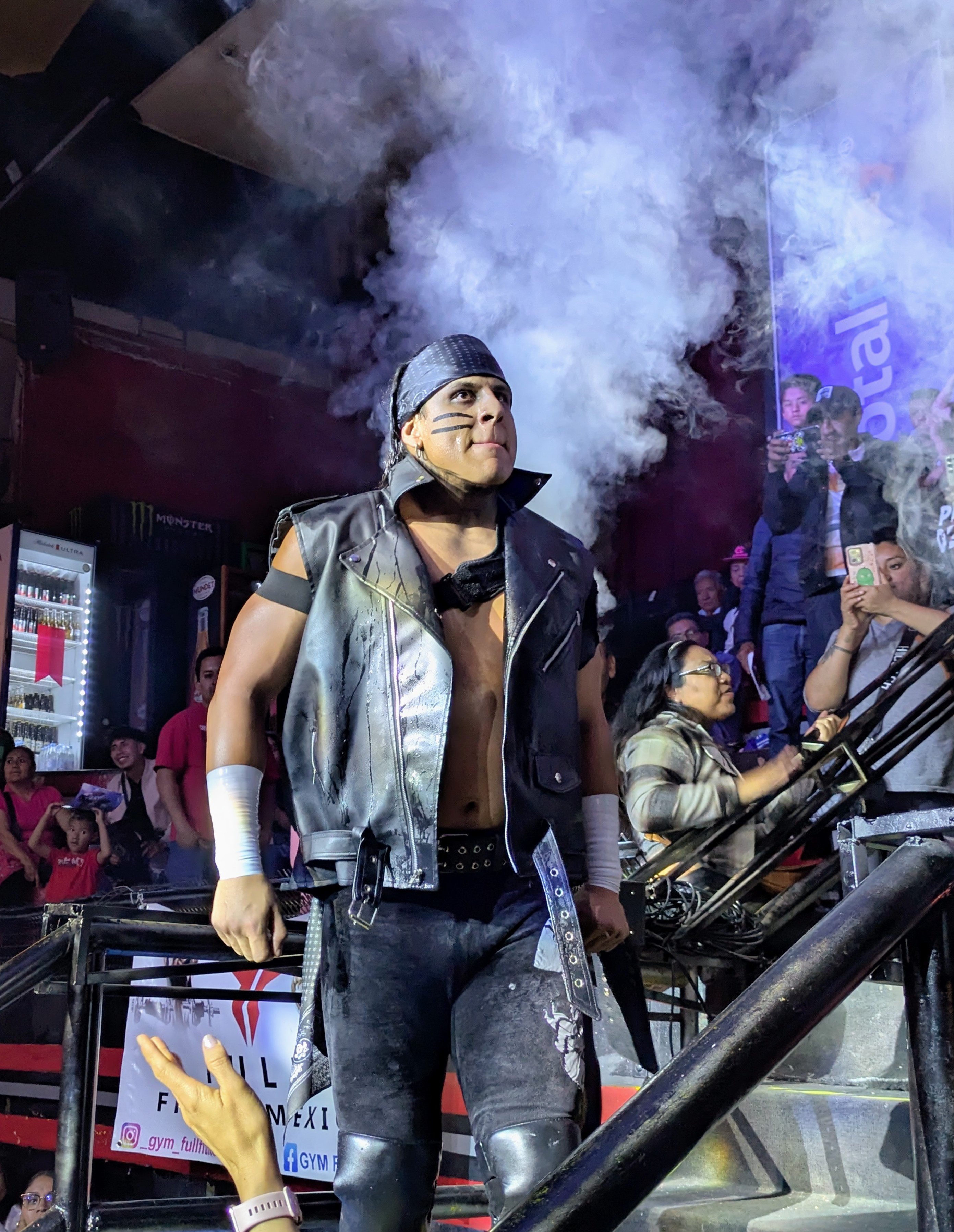
Hell Boy gör sin entre i Arena Naucalpan, 23 mars 2025.

Hell Boy, född 6 mars 1997 i Naucalpan de Juárez i Estado de México, är pseudonymen för en mexikansk fribrottare främst känd för sina uppträdanden i International Revolution Wrestling Group (IWRG), Mexikos tredje största fribrottningsförbund. Förbundet är baserat i Arena Naucalpan, inom hans hemort, där han är ett av de stora affischnamnen och dessutom en av tränarna. Hans artistnamn är taget från antagonisten i filmen Hellboy. Han använder även smeknamnet El Rockero de la Lucha Libre.  I början av sin karriär använde han sig av artistnamnet Soldado de la Muerte.

## Karriär
Hell Boy brottas omaskerad, men i enlighet med traditionerna inom lucha libre och mexikansk fribrottning har väldigt lite om hans privatliv avslöjats. Hans födelsenamn är inte känt. Hell Boy började träna fribrottning när han var 14 år gammal. Han spenderade även tid i Arena México och tränade med Consejo Mundial de Lucha Libre. Han tränades av Bombero Infernal, Avisman, Dragosth, Arturo Beristain och Black Terry tidigt i karriären.
I september 2019 debuterade Hell Boy i Japan i förbundet All Japan Pro Wrestling.
Under 2022 hade han en långvarig fejd med brottaren Caballero de Plata vilken kulminerade i en lucha de apuestas caballero contra caballero-match den 16 september 2022. Manlighet mot manlighet. Förloraren måste även raka av sig håret. Hell Boy vann matchen och de båda brottarna donerade inkomsterna från matchen till välgörenhet. Hell Boy har även vunnit apuestas-matcher i tur och ordning mot Big Mike, Shocko el Chileno, Cerebro Negro och Vangellys. I mars 2025 hade han aldrig dittills förlorat.
Den 19 mars 2023 vann han bältet IWRG Mexico Championship, vilket kan ses som förbundets främsta titel. Till och med mars 2025 har han försvarat titeln 10 gånger mot brottare som Flamita, Arez, Jessy Ventura och Toxin.
Den 28 juli 2024 vann han tillsammans med Hijo de Canis Lupus titlarna IWRG Intercontinental Tag Team Championships. De två besegrades dock den 1 januari 2025 av Noisy Boy och Spider Fly från gruppen Los Mexaboys.